# Marián Kello
Marián Kello (ur. 5 września 1982 w Gelnicy) – piłkarz słowacki grający na pozycji bramkarza.

## Kariera klubowa
Karierę piłkarską Kello rozpoczął w klubie 1. FC Košice. W sezonie 2001/2002 zadebiutował w jego barwach w słowackiej Superlidze i był to jego jedyny mecz w niej. W 2002 roku odszedł do czeskiego zespołu FC Vítkovice. W latach 2002–2007 występował w nim w rozgrywkach drugiej ligi czeskiej.
Latem 2007 roku Kello został zawodnikiem litewskiego klubu FBK Kowno. W litewskiej ekstraklasie zadebiutował 29 lipca 2007 w zwycięskim 2:0 wyjazdowym meczu z FC Vilnius. W 2007 roku wywalczył z FBK mistrzostwo Litwy. Z kolei w 2008 roku zdobył Puchar Litwy, a także wygrał rozgrywki Baltic League.
W 2008 Kello przeszedł do partnerskiego klubu FBK, szkockiego Heart of Midlothian. W nowym zespole swój debiut zanotował 23 sierpnia 2008 w zwycięskim 2:1 domowym meczu z St. Mirren FC. W sezonie 2010/2011 stał się podstawowym bramkarzem Hearts. Następnie był zawodnikiem takich klubów jak: Astra Ploeszti, Wolverhampton, St. Mirren F.C., Aris Limassol i FC VSS Košice.
| Sezon   | Klub                    | Kraj     | Rozgrywki                 | Mecze | Bramki |
| ------- | ----------------------- | -------- | ------------------------- | ----- | ------ |
| 2001/02 | 1. FC Košice            | Słowacja | Superliga                 | 1     | 0      |
| 2002/03 | FC Vítkovice            | Czechy   | II. liga                  | 7     | 0      |
| 2003/04 | FC Vítkovice            | Czechy   | II. liga                  | 4     | 0      |
| 2004/05 | FC Vítkovice            | Czechy   | II. liga                  | 27    | 0      |
| 2005/06 | FC Vítkovice            | Czechy   | II. liga                  | 24    | 0      |
| 2006/07 | FC Vítkovice            | Czechy   | II. liga                  | 28    | 0      |
| 2007    | FBK Kowno               | Litwa    | A Lyga                    | 11    | 0      |
| 2008    | FBK Kowno               | Litwa    | A Lyga                    | 13    | 0      |
| 2008/09 | Heart of Midlothian     | Szkocja  | Premier League            | 13    | 0      |
| 2009/10 | Heart of Midlothian     | Szkocja  | Premier League            | 14    | 0      |
| 2010/11 | Heart of Midlothian     | Szkocja  | Premier League            | 31    | 0      |
| 2011/12 | Heart of Midlothian     | Szkocja  | Premier League            | 20    | 0      |
| 2012/13 | Astra Giurgiu           | Rumunia  | Liga I                    | 2     | 0      |
| 2012/13 | Wolverhampton Wanderers | Anglia   | Championship              | 0     | 0      |
| 2013/14 | St. Mirren              | Szkocja  | Premier League            | 21    | 0      |
| 2014/15 | St. Mirren              | Szkocja  | Premier League            | 15    | 0      |
| 2015/16 | Aris Limassol           | Cypr     | Protathlima A' Kategorias | 2     | 0      |
| 2015/16 | FC VSS Košice           | Słowacja | II liga                   | 2     | 0      |
| 2016/17 | FC VSS Košice           | Słowacja | II liga                   | 1     | 0      |
| 2017/18 | FC VSS Košice           | Słowacja | III liga                  | ?     | ?      |

## Kariera reprezentacyjna
W reprezentacji Słowacji Kello zadebiutował 9 lutego 2011 w przegranym 1:2 towarzyskim meczu z Luksemburgiem, gdy w 77. minucie zmienił Jána Muchę.
| Mecze i gole w reprezentacji | Mecze i gole w reprezentacji | Mecze i gole w reprezentacji | Mecze i gole w reprezentacji | Mecze i gole w reprezentacji | Mecze i gole w reprezentacji | Mecze i gole w reprezentacji |
| #                            | Data                         | Stadion                      | Rywal                        | Wynik                        | Gol                          | Rozgrywki                    |
| 2011                         | 2011                         | 2011                         | 2011                         | 2011                         | 2011                         | 2011                         |
| ---------------------------- | ---------------------------- | ---------------------------- | ---------------------------- | ---------------------------- | ---------------------------- | ---------------------------- |
| 1.                           | 09.02.2011                   | Luksemburg, Luksemburg       | Luksemburg                   | 1:2                          | 0                            | towarzyski                   |
| 2.                           | 29.03.2011                   | Trnawa, Słowacja             | Dania                        | 1:2                          | 0                            | towarzyski                   |
| 3.                           | 04.06.2011                   | Bratysława, Słowacja         | Andora                       | 1:0                          | 0                            | el. Euro 2012                |